# Kathryn Plummer
Kathryn Rose Plummer Boden (Long Beach, 16 de octubre de 1998) es una jugadora de voleibol profesional estadounidense que juega como atacante exterior para el equipo nacional femenino de voleibol de los Estados Unidos y el club turco Eczacıbaşı Dynavit.

## Carrera

### Colegio
Plummer fue reclutada en gran medida al salir de la escuela secundaria, y recibió su primera oferta de beca en el séptimo grado. Finalmente, seleccionó a Stanford con una beca deportiva completa. Mientras estaba en Stanford, ayudó a Stanford a ganar campeonatos nacionales de la NCAA en 2016, 2018 y 2019. Fue nombrada para el equipo del torneo de la NCAA los tres años y ganó el premio a la Jugadora Más Destacada en 2018 y 2019. Como estudiante de primer año, ganó el premio a la Novata Nacional del Año por la AVCA , y en 2017 y 2018 fue nombrada Jugadora Nacional del Año.

### Clubes profesionales
- Equipo Saugella Monza (2019-2020)
- Denso Airybees (2020-2021)
- Imoco Volley (2021-2024)
- Eczacıbaşı Dynavit (2024–

El 30 de diciembre de 2019, Plummer firmó su primer contrato profesional con el equipo italiano Saugella Team Monza. Hizo su debut en la Serie A el 19 de enero en la derrota de Monza por 3-2 contra Zanetti Bergamo en la que entró como suplente y anotó 9 puntos.  Fue la máxima goleadora en la victoria sorpresa de Monza en los cuartos de final de la Coppa Italia sobre Igor Gorgonzola Novara y jugó un papel clave para que su equipo llegara a su segunda final en la Copa Italia, donde finalmente fueron derrotados por Unet E-Work Busto Arsizio en las semifinales.  En la Copa CEV , Plummer solo jugó en la derrota de Monza por 3-1 en el partido de vuelta de los octavos de final contra Dinamo Kazan, que los eliminó de la competencia.
El 2 de octubre de 2020, Plummer firmó con Denso Airybees.
El 18 de junio de 2021, Plummer firmó con Imoco Volley.
El 10 de mayo de 2024, el club turco Eczacıbaşı Dynavit anunció la incorporación de Plummer a su plantilla.

### Selección Nacional de Estados Unidos
En mayo de 2021, Plummer fue nombrada en la lista de 18 jugadoras para el torneo de la Liga de Naciones de Voleibol de la FIVB. que se jugó del 25 de mayo al 24 de junio en Rimini, Italia. Lideró al equipo con 14 remates y dos bloqueos en su debut, cuando barrieron a República Dominicana en el partido inaugural del equipo de EE. UU.
Fue seleccionada como suplente olímpica para los Juegos Olímpicos de Verano de 2020. Fue nombrada para el equipo olímpico para los Juegos Olímpicos de Verano de 2024.